# Pierre Desvignes de Davayé
Pour les articles homonymes, voir Desvignes de Davayé.
Pierre Desvignes de Davayé, né en 1657 à Mâcon, est le premier maire de Mâcon de 1695  jusqu'à sa mort le 29 septembre 1727.

## Biographie
Fils de François Desvignes de La Cerve, Conseiller du Roy et avocat au Bailliage et Présidial de Mâcon, et de Antoinette Collin de Serre, il devient par héritage seigneur de La Cerve, près Mâcon, et il achète en 1713 le château de Rossan sur la commune de Davayé.
À partir de 1692, il est intronisé premier maire de Mâcon, fonction qu’il occupa pendant 35 ans. Il est nommé maire perpétuel de Mâcon le 28 août 1695.
Il épouse le 30 décembre de cette même année 1695 Jeanne Bauderon de Sénecé, fille de Brice, échevin de Mâcon et sœur d’Antoine Bauderon de Sénecé, poète du Mâconnais.
En 1701, il reçoit les deux petits-fils de Louis XIV, le duc de Bourgogne et le duc de Berry, qui passent par Mâcon. Pierre de Davayé est averti trois semaines avant, et il décide d’organiser des festivités : arcs de triomphe, décoration des portes de la ville, installation de quatre fontaines de vin qui devaient couler lors du grand jour.
Ce jour-là, les princes furent reçus au palais épiscopal (l’actuelle Préfecture), où leur furent offerts des présents, au nombre desquels il y avait 24 caisses de confiture !
Il est pourvu le 21 juillet 1724 de l'office anoblissant de secrétaire du roi,. Il décède en 1727.

## Une descendance qui continue à exercer à la mairie de Mâcon
Pierre-Abel Desvignes de Davayé, frère aîné de Antoine-Louis Desvignes de La Cerve, dernier abbé de La Ferté, époux de Marie Anne de Lamartine d’Hurigny (tante du poète Alphonse de Lamartine), fut le petit-fils du précédent. Son fils Abel-Jean-Baptiste Desvignes de Davayé, né en 1765, émigré pendant la Révolution, fut à son tour maire de Mâcon de 1815 à 1830, député royaliste de Saône-et-Loire et chevalier de Saint-Louis et chevalier de la Légion d’honneur, et fut démis de ses fonctions par le régime de Louis-Philippe Ier après avoir inauguré la bibliothèque de Mâcon le 14 mai 1828.

## Armoiries
«  D'argent, à un cep de vigne de sinople, tigé et feuillé du même, fruité de pourpre, posé sur un tertre de sable »
Supports : 2 licornes
Devise : Ex fructibus cognoscetis eos l